# Fernando Redondo
Fernando Carlos Redondo Neri (Adrogué, Buenos Aires, 6 de junio de 1969) es un exfutbolista argentino que jugaba de volante central.
Es ampliamente considerado como uno de los mejores y más elegantes jugadores de la historia en su posición.  
Ganó el Balón de Oro al mejor jugador de la Copa FIFA Confederaciones 1992 (por entonces llamada Copa Rey Fahd), torneo en el que fue campeón con la Selección Argentina. En el año 2000, fue elegido Jugador del Año de la UEFA, debido a sus actuaciones en la Champions League 1999/2000 que conquistó su equipo en ese entonces, el Real Madrid. Ese mismo año también recibió el Trofeo EFE especial que lo distingía como el mejor jugador iberoamericano de la década de 1990 y el premio Konex como uno de los cinco futbolistas argentinos más importantes de dicha década.
Asimismo, en el año 2012 el periódico español Marca lo ubicó en el once histórico del Real Madrid en una encuesta abierta al público por la conmemoración de los 110 años del club blanco,  y en el año 2016 fue incluido en la "Selección Argentina de Todos los Tiempos" por la AFA.
Empezó jugando en el Club Social y Deportivo 9 de Julio de Adrogué al baby fútbol, luego pasó por Talleres de Remedios de Escalada pero finalmente a los 10 años de edad, llegaría a Argentinos Juniors, club del cual surgiría como futbolista y debutaría en Primera División. Luego ficharía por el Club Deportivo Tenerife donde concretaría grandes actuaciones y cuatro años más tarde sería llevado al Real Madrid C. F. donde se convirtió en uno de los grandes ídolos y referentes del club merengue, además de ser capitán por un prolongado tiempo. Su último destino sería el A.C. Milan tras seis años en el Real Madrid, donde tendría muy pocos minutos en cancha y debido a sus lesiones, se retiraría en 2004. Con el Real Madrid C. F. ganó seis títulos, entre ellos se destacan dos Ligas de España y dos Ligas de Campeones, mientras que en el A.C. Milan ganó cinco títulos, entre ellos también una Liga de Campeones.
En cuanto a la selección nacional, participó en 29 partidos oficiales marcando un tanto. Además de conseguir con la selección absoluta en 1992 la Copa FIFA Confederaciones y en 1993 la Copa América. Con el seleccionado nacional sub-17 ganó el Campeonato Sudamericano Sub-17 del año 1985 siendo una de las figuras.
Curiosamente su último partido en el club merengue sería justamente la final de la Liga de Campeones 1999-2000, siendo transferido a la finalización de esta al Milan.
En febrero de 2019, fue nombrado «embajador» de LaLiga en Argentina.

## Trayectoria

### Primeros años y debut profesional
De niño dio sus primeros pasos en un equipo de fútbol sala, en el club barrial Villa Calzada, ubicado en Rafael Calzada, en donde se lo recuerda con fotos y cuadros del 5 mágico. Luego pasó a jugar en Talleres de Remedios de Escalada pero a los 10 años, su padre lo llevó a probar a Argentinos Juniors, donde jugó en divisiones inferiores.
Debutó a los 16 años, el 29 de septiembre de 1985, de la mano de José Yudica, frente a Gimnasia y Esgrima La Plata. Permaneció cinco temporadas en el conjunto argentino, en el que no tardó en destacarse por su gran manejo de balón con la pierna izquierda, sus dotes como organizador y su fuerte carácter. Con el técnico Nito Veiga vivió sus mejores momentos como "cinco" de Argentinos.
En esas cinco temporadas, tuvo 75 apariciones, marcando un solo gol.
Al inicio de la temporada 1990-91, en una insólita situación en la que Argentinos Juniors se olvidó de enviar los telegramas de renovación de los contratos, quedó libre toda la plantilla. Se llegó a un arreglo con casi todos los jugadores pero la principal figura, Fernando Redondo, fue convencido por Jorge Solari para que fichara por el Club Deportivo Tenerife, en ese entonces en la Primera División de España, y a pesar de tener múltiples ofertas del fútbol italiano.

### Sus años dorados en España
Permaneció cuatro temporadas en el conjunto canario, que pasó en ese periodo de luchar por salvar la categoría a disputar la Copa de la UEFA con Jorge Valdano como director técnico, convirtiéndose en uno de los mejores jugadores en la historia del club. El Tenerife fue capaz de impedir que el Real Madrid gane la Liga en la última jornada en dos temporadas consecutivas: 1991-92 y 1992-93 (ambas ligas finalmente ganadas por el Barcelona), conocidas como las famosas "Ligas de Tenerife".   sus grandes actuaciones lo llevaron a fichar por el Real Madrid.
Fue precisamente Valdano quien pidió en 1994, cuando se hizo cargo del equipo merengue, su fichaje por el Real Madrid, club con el que ganaría sendos títulos de Liga en 1995, en esta temporada disputando muy pocos partidos por lesión y 1997, este último tras haber adquirido la doble nacionalidad.
Sin embargo, su mayor logro sería conseguir dos veces la Liga de Campeones de la UEFA, la primera en 1997-1998 y la segunda en 1999-2000 siendo en esta última capitán del equipo y también sería nombrado jugador más valioso de la competición. Se recuerda especialmente su actuación frente al Manchester United en el partido de vuelta por los cuartos de final de esa Copa.
Fernando Redondo tuvo una destacada actuación culminando con una gran jugada superando con un autopase de "taconazo" al defensor Henning Berg para luego dejar solo a Raúl de cara a la portería. Real Madrid ganó 3-2 eliminando al United, y el técnico de los diablos rojos, Sir Alex Ferguson, declaró después del partido: "¿Qué tiene este hombre en el pie? ¿Un imán?" 
El Real Madrid ganaría esa Champions League derrotando 3-0 al Valencia en la final, y Redondo sería nombrado el mejor jugador del torneo. Sin embargo y para sorpresa de muchos, ese sería su último partido con la casaca merengue. Tras llegar Florentino Pérez a la presidencia del Real Madrid en el verano del año 2000, Fernando Redondo, quien había apoyado a Lorenzo Sanz en las elecciones, se vio obligado a poner rumbo a Italia forzado por el club español, ante la oferta de 3000 millones de pesetas (unos 18 millones de euros) del A.C. Milan, a pesar de que el entonces entrenador Vicente del Bosque consideraba imprescindible al mediocentro argentino. El inesperado pase incluyó un cruce de palabras entre el jugador, quien declaró que se iba porque querían venderlo, y los directivos del club.  
Con 228 partidos oficiales y cinco goles convertidos, Redondo dejaría el club blanco y partiría hacia Milan a jugar en el que sería su último club.

### Últimos años en Italia
En 2000, fue transferido al Milan, donde tuvo muy pocos minutos ya que las lesiones no le permitieron desplegar su potencial. Durante este período de inactividad, el jugador renunció a su sueldo. Finalmente, al no encontrar una mejoría, decidió retirarse del fútbol profesionalmente en 2004.  
En diciembre de 2008 jugó un partido en beneficio de la fundación PUPI de Javier Zanetti en La Bombonera. Actualmente juega el torneo Súper 8 de jugadores veteranos en Argentina, vistiendo la camiseta del club que lo viera debutar en primera división: Argentinos Juniors.

## Selección argentina
Redondo jugó internacionalmente para la selección argentina en 29 ocasiones. Se decía que Carlos Bilardo lo quería llamar para que participara en la Copa Mundial de Fútbol de 1990, pero Redondo rechazó la oferta para no abandonar sus estudios universitarios, que nunca concluyó. De todas maneras, comenzó su carrera en la selección en la primera etapa de Alfio Basile entre 1992 y 1994. Con Basile tuvo su mejores producciones en la selección: Ganó la Confederaciones 92 siendo elegido el mejor jugador y la Copa América 1993. Participó en el que sería su único mundial, el de Estados Unidos 1994. Allí tuvo también buenas actuaciones en la primera ronda, pero el dóping positivo de Maradona golpeó fuerte al equipo, que no pudo reponerse de perder a su máxima figura y cayó 3-2 contra la selección rumana en octavos de final.
El técnico siguiente, Daniel Passarella, excluyó a Redondo de su campaña, argumentando que este se negaba a jugar por la izquierda, cuando en realidad ínstó a los jugadores argentinos a que se cortaran el pelo para ser seleccionados a lo que Redondo no accedió por ir en contra de sus principios (otros sí lo hicieron, por ejemplo Batistuta). Passarella volvió a citar a Redondo en 1997, durante las eliminatorias para la Copa del Mundo, sin hablar antes con él. En esta ocasión Redondo dijo que no quería trabajar con él, porque "el cuerpo técnico actual me trató públicamente de mentiroso". Más tarde, durante el ciclo de Marcelo Bielsa, fue convocado para un par de amistosos contra Brasil. A pesar de ser la figura del primer encuentro, anulando a la estrella brasileña Rivaldo, Redondo decidió renunciar a la selección argentina argumentando una imposibilidad de rendir en su mejor nivel por una lesión en la rodilla.

### Participaciones en torneos internacionales
| Mundial                     | Sede           | Resultado        | Partidos | Part. titular | Goles |
| --------------------------- | -------------- | ---------------- | -------- | ------------- | ----- |
| Sudamericano Sub-16 de 1985 | Argentina      | Campeón          | 8        | 8             | 0     |
| Copa Mundial Sub-16 de 1985 | China          | Fase de grupos   | 3        | 3             | 0     |
| Copa Rey Fahd 1992          | Arabia Saudita | Campeón          | 2        | 2             | 0     |
| Copa América 1993           | Ecuador        | Campeón          | 5        | 5             | 0     |
| Copa Mundial de 1994        | Estados Unidos | Octavos de final | 4        | 4             | 0     |

### Participaciones en Eliminatorias del Mundial
| Mundial                      | Resultado   | Posición | Partidos | Part. titular | Goles |
| ---------------------------- | ----------- | -------- | -------- | ------------- | ----- |
| Eliminatoria Mundial de 1994 | Clasificado | 1.º      | 4        | 4             | 2     |

### Goles
| Argentina Absoluta |                     |                                                  |          |                   |                 |                                      |
| #                  | Fecha               | Lugar                                            | Rival    | Resultado parcial | Resultado final | Competición                          |
| 1.                 | 8 de agosto de 1993 | Estadio Defensores del Chaco, Asunción, Paraguay | Paraguay | 2–1               | 3–1             | Clasificación a la Copa Mundial 1994 |

## Estilo de juego
Fernando Redondo fue largamente elogiado por su estilo y visión táctica. Alex Fergusson dijo de él que tenía imanes en los pies. Fabio Capello, quien lo dirigió en el Real Madrid, sostuvo: "Me quedé fascinado con él. A todo lo que se le presuponía, que iba un paso más allá de los demás, unía el ser un jugador tácticamente perfecto". Asimismo Jupp Heynckes lo califió como el "profesional perfecto". Los principales atributos de Redondo fueron su visión, técnica, carácter, elegancia, estrecho control con su pierna izquierda y su habilidad para controlar el ritmo de la jugada de su equipo en el centro del campo haciéndolo un miembro clave del Real Madrid C. F. en los años 90. A pesar de no tener mucho ritmo, poseía una buena aceleración y era un tackleador eficiente y agresivo, que aportó defensivamente tanto como ofensivamente. Una de las características por las que Redondo será recordado era la facilidad que tenía para esconder el balón a sus rivales, gracias principalmente a su portentosa habilidad técnica y a su gran físico (algunos detractores dirían que utilizaba en exceso los codos para proteger el balón, pero fueron pocas las ocasiones en que fue expulsado de un terreno de juego por este hecho)
Aunque es considerado como uno de los más grandes centrocampistas defensivos de su generación, la carrera de Redondo fue también en gran medida marcada por lesiones, en particular durante sus últimos años de carrera.

## Estadísticas

### Clubes
Datos actualizados a fin de carrera deportiva.
| Club                               | Temporada     | Div.          | Liga  | Liga  | Liga   | Copas | Copas | Copas  | Internacional | Internacional | Internacional | Otras Competiciones | Otras Competiciones | Otras Competiciones | Total | Total | Total  |
| Club                               | Temporada     | Div.          | Part. | Goles | Asist. | Part. | Goles | Asist. | Part.         | Goles         | Asist.        | Part.               | Goles               | Asist.              | Part. | Goles | Asist. |
| ---------------------------------- | ------------- | ------------- | ----- | ----- | ------ | ----- | ----- | ------ | ------------- | ------------- | ------------- | ------------------- | ------------------- | ------------------- | ----- | ----- | ------ |
| A. A. Argentinos Juniors Argentina | 1985-86       | 1.ª           | 1     | 0     | ?      | —     | —     | —      | —             | —             | —             | —                   | —                   | —                   | 1     | 0     | ?      |
| A. A. Argentinos Juniors Argentina | 1986-87       | 1.ª           | —     | —     | —      | —     | —     | —      | —             | —             | —             | —                   | —                   | —                   | 0     | 0     | ?      |
| A. A. Argentinos Juniors Argentina | 1987-88       | 1.ª           | 14    | 0     | ?      | —     | —     | —      | 2             | 0             | ?             | 2                   | 0                   | ?                   | 18    | 0     | ?      |
| A. A. Argentinos Juniors Argentina | 1988-89       | 1.ª           | 36    | 0     | ?      | —     | —     | —      | —             | —             | —             | 8                   | 0                   | ?                   | 44    | 0     | ?      |
| A. A. Argentinos Juniors Argentina | 1989-90       | 1.ª           | 14    | 1     | ?      | —     | —     | —      | 4             | 0             | ?             | —                   | —                   | —                   | 18    | 1     | ?      |
| A. A. Argentinos Juniors Argentina | Total club    | Total club    | 65    | 1     | ?      | 0     | 0     | 0      | 6             | 0             | ?             | 10                  | 0                   | ?                   | 81    | 1     | ?      |
| C. D. Tenerife España              | 1990-91       | 1.ª           | 23    | 1     | ?      | —     | —     | —      | —             | —             | —             | —                   | —                   | —                   | 23    | 1     | ?      |
| C. D. Tenerife España              | 1991-92       | 1.ª           | 32    | 2     | ?      | 4     | 0     | ?      | —             | —             | —             | —                   | —                   | —                   | 36    | 2     | ?      |
| C. D. Tenerife España              | 1992-93       | 1.ª           | 20    | 4     | ?      | 2     | 0     | ?      | —             | —             | —             | —                   | —                   | —                   | 22    | 4     | ?      |
| C. D. Tenerife España              | 1993-94       | 1.ª           | 28    | 1     | ?      | 4     | 0     | 1      | 4             | 0             | 1             | —                   | —                   | —                   | 36    | 1     | +2     |
| C. D. Tenerife España              | Total club    | Total club    | 103   | 8     | ?      | 10    | 0     | +1     | 4             | 0             | +1            | 0                   | 0                   | 0                   | 117   | 8     | +2     |
| Real Madrid C. F. · España         | 1994-95       | 1.ª           | 23    | 1     | 3      | —     | —     | —      | 3             | 1             | 0             | —                   | —                   | —                   | 26    | 2     | 3      |
| Real Madrid C. F. · España         | 1995-96       | 1.ª           | 23    | 2     | 2      | 3     | 0     | 0      | 4             | 0             | 1             | —                   | —                   | —                   | 30    | 2     | 3      |
| Real Madrid C. F. · España         | 1996-97       | 1.ª           | 33    | 1     | 3      | 6     | 0     | 0      | —             | —             | —             | —                   | —                   | —                   | 39    | 1     | 3      |
| Real Madrid C. F. · España         | 1997-98       | 1.ª           | 33    | 0     | 4      | 2     | 0     | 0      | 11            | 0             | 1             | —                   | —                   | —                   | 46    | 0     | 5      |
| Real Madrid C. F. · España         | 1998-99       | 1.ª           | 23    | 0     | 0      | 2     | 0     | 0      | 9             | 0             | 0             | —                   | —                   | —                   | 34    | 0     | 0      |
| Real Madrid C. F. · España         | 1999-00       | 1.ª           | 30    | 0     | 2      | 5     | 0     | 0      | 18            | 0             | 2             | —                   | —                   | —                   | 53    | 0     | 4      |
| Real Madrid C. F. · España         | Total club    | Total club    | 165   | 4     | 14     | 18    | 0     | 0      | 45            | 1             | 4             | 0                   | 0                   | 0                   | 228   | 5     | 18     |
| Milan A. C. · Italia               | 2000-01       | 1.ª           | —     | —     | —      | —     | —     | —      | —             | —             | —             | —                   | —                   | —                   | 0     | 0     | 0      |
| Milan A. C. · Italia               | 2001-02       | 1.ª           | —     | —     | —      | —     | —     | —      | —             | —             | —             | —                   | —                   | —                   | 0     | 0     | 0      |
| Milan A. C. · Italia               | 2002-03       | 1.ª           | 8     | 0     | 1      | 6     | 0     | 1      | 5             | 0             | 0             | —                   | —                   | —                   | 19    | 0     | 2      |
| Milan A. C. · Italia               | 2003-04       | 1.ª           | 8     | 0     | 1      | 5     | 0     | 0      | 1             | 0             | 1             | —                   | —                   | —                   | 14    | 0     | 2      |
| Milan A. C. · Italia               | Total club    | Total club    | 16    | 0     | 2      | 11    | 0     | 1      | 6             | 0             | 1             | 0                   | 0                   | 0                   | 33    | 0     | 4      |
| Total carrera                      | Total carrera | Total carrera | 349   | 13    | +16    | 39    | 0     | +2     | 61            | 1             | +6            | 10                  | 0                   | ?                   | 459   | 14    | +24    |
| 1. 2. 3. 4.                        |               |               |       |       |        |       |       |        |               |               |               |                     |                     |                     |       |       |        |

### En selección nacional
| Selección          | Temporada     | Amistosos | Amistosos | Sudamérica | Sudamérica | Mundial | Mundial | Total | Total |
| Selección          | Temporada     | Part.     | Goles     | Part.      | Goles      | Part.   | Goles   | Part. | Goles |
| ------------------ | ------------- | --------- | --------- | ---------- | ---------- | ------- | ------- | ----- | ----- |
| Sub-16 Argentina   | 1985          | –         | –         | 8          | –          | 3       | –       | 11    | 0     |
| Absoluta Argentina | 1992          | 2         | –         | –          | –          | 2       | –       | 4     | 0     |
| Absoluta Argentina | 1993          | –         | –         | 13         | 1          | –       | –       | 13    | 1     |
| Absoluta Argentina | 1994          | 5         | –         | –          | –          | 4       | –       | 9     | 0     |
| Absoluta Argentina | 1995          | –         | –         | –          | –          | –       | –       | 0     | 0     |
| Absoluta Argentina | 1996          | –         | –         | –          | –          | –       | –       | 0     | 0     |
| Absoluta Argentina | 1997          | –         | –         | –          | –          | –       | –       | 0     | 0     |
| Absoluta Argentina | 1998          | –         | –         | –          | –          | –       | –       | 0     | 0     |
| Absoluta Argentina | 1999          | 3         | –         | –          | –          | –       | –       | 3     | 0     |
| Absoluta Argentina | Total         | 10        | 0         | 13         | 1          | 6       | 0       | 29    | 1     |
| Total carrera      | Total carrera | 10        | 0         | 21         | 1          | 9       | 0       | 40    | 1     |

## Palmarés

### Campeonatos nacionales
| Título             | Club              | Año  |
| ------------------ | ----------------- | ---- |
| Campeonato de Liga | Real Madrid C. F. | 1995 |
| Campeonato de Liga | Real Madrid C. F. | 1997 |
| Supercopa          | Real Madrid C. F. | 1997 |
| Copa               | Milan A. C.       | 2003 |
| Campeonato de Liga | Milan A. C.       | 2004 |
| Supercopa          | Milan A. C.       | 2004 |

### Copas internacionales
| Título                | Equipo            | Año  |
| --------------------- | ----------------- | ---- |
| Sudamericano Sub-16   | Argentina sub-16  | 1985 |
| Copa Confederaciones  | Argentina         | 1992 |
| Copa América          | Argentina         | 1993 |
| Liga de Campeones     | Real Madrid C. F. | 1998 |
| Copa Intercontinental | Real Madrid C. F. | 1998 |
| Liga de Campeones     | Real Madrid C. F. | 2000 |
| Liga de Campeones     | Milan A. C.       | 2003 |
| Supercopa de Europa   | Milan A. C.       | 2003 |

### Distinciones individuales
| Distinción                                                         | Año  |
| ------------------------------------------------------------------ | ---- |
| Balón de oro de la Copa Confederaciones                            | 1992 |
| Nominado al Balón de Oro                                           | 1995 |
| FIFA XI                                                            | 1996 |
| Equipo del Año de la European Sports Media                         | 1998 |
| Jugador del Año de la UEFA                                         | 2000 |
| Trofeo EFE al Mejor Jugador Iberoamericano de la década de los '90 | 2000 |
| Premio Konex - Diploma al Mérito                                   | 2000 |
| Nominado al Balón de Oro, 18ª posición.                            | 2000 |

## Filmografía
- Reportaje Canal+ (24/08/2015), «Fiebre Maldini: Fernando Redondo» en Plus.es